# واژسکا گورنه
واژسکا گورنه (به لاتین: Łaziska Górne) یک منطقهٔ مسکونی در لهستان است که در شهرستان میکوووف واقع شده‌است. واژسکا گورنه ۲۰٫۷ کیلومتر مربع مساحت و ۲۱٬۹۴۲ نفر جمعیت دارد.